# Michael Edwards
Michael Edwards, bedre kendt som Eddie "The Eagle" Edwards, (født 5. december 1963 i Cheltenham, England) er en britisk skihopper. Han var den første til at repræsentere Storbritannien i olympisk skihop, hvilket fandt sted ved Vinter-OL 1988 i Calgary. Ved den lejlighed satte Edwards engelsk rekord på 73,5 meter.
Edwards blev kendt i offentligheden på grund af sin specielle stil og ikke særligt imponerende resultater. IOC og de øvrige bakkehoppere var dog ikke begejstrede, da de mente at han var med til at latterliggøre sportsgrenen. Dette medførte en regelændring, som blev døbt "Eddie the Eagle-reglen". Den indebar at olympiske deltagere fremover skal have deltaget i internationale konkurrencer og i disse ende blandt de 30 procent bedst placerede eller være blandt de 50 bedst rangerede i verden. Dette umuliggjorde i praksis, at andre kunne gentage hvad Edwards havde gjort og det betød at Edwards dermed ikke kvalificerede sig til de følgende olympiske vinterlege i Albertville og Lillehammer.
Edwards har sidenhen solgt filmrettighederne om sit liv til Steve Coogan, der forventes at komme til at spille hovedrollen i filmen.

## Eksterne links
- Eddie The Eagle springer 73,5 m ved OL i Calgary